# 세리 (사르데냐)
세리(Serri, 라틴어: Biora)는 이탈리아 사르데냐 주 수드사르데냐도에 있는 코무네이다. 칼리아리에서 북쪽으로 약 50 킬로미터 (31 mi) 떨어져 있다. 2004년 12월 31일 기준 인구는 725명이고 면적은 19.1 제곱킬로미터 (7.4 mi2)이다.
세리는 다음 지방 자치 단체와 접한다: 에스콜카, 제르제이, 이실리, 만다스, 누리.